# اشپلم
اشپلم، روستایی از توابع بخش مرکزی شهرستان صومعه‌سرا در استان گیلان ایران است.
جاده ی بین المللی که راه ارتباطی با کشورهای اروپایی است از وسط اشپلم عبور میکند

## جمعیت
این روستا در دهستان کسما قرار دارد و براساس سرشماری مرکز آمار ایران در سال ۱۳۸۵، جمعیت آن ۲۰۳ نفر (۵۵خانوار) بوده‌است.